# 科技學院站
科技學院站（羅馬化：Teknologichesky Institut）是俄羅斯聖彼得堡地鐵的跨月台轉車站，由聖彼得堡地鐵1號線和聖彼得堡地鐵2號線交會，開通於1955年11月15日，是聖彼得堡最早開通的地鐵站之一。2017年4月3日，干草广场站到本站间隧道有一辆列车发生爆炸，共造成10人死亡，至少有45人受伤。